# Diocesi di Raleigh

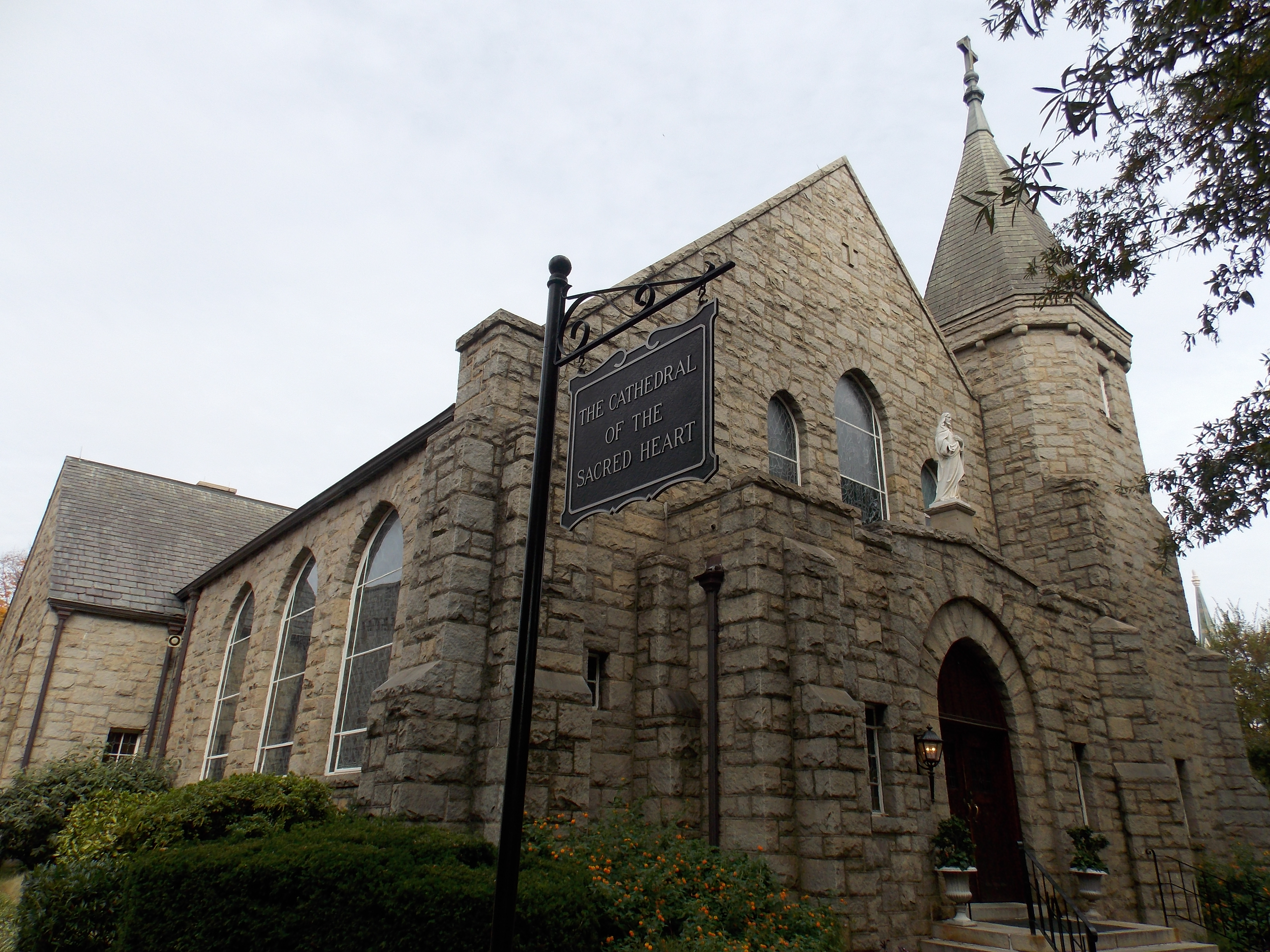
L'ex cattedrale del Sacro Cuore.

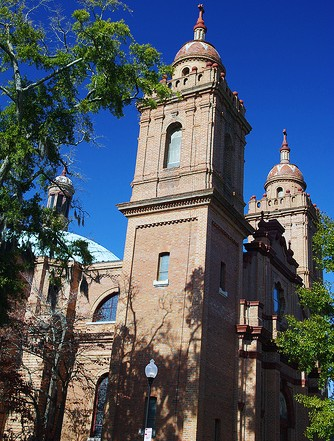
Il santuario di Santa Maria a Wilmington.

La diocesi di Raleigh (in latino Dioecesis Raleighiensis) è una sede della Chiesa cattolica negli Stati Uniti d'America suffraganea dell'arcidiocesi di Atlanta. Nel 2023 contava 256.316 battezzati su 5.095.747 abitanti. È retta dal vescovo Luis Rafael Zarama Pasqualetto.

## Territorio
La diocesi comprende la parte centro-orientale della Carolina del Nord, negli Stati Uniti d'America, per un totale di 54 contee.
Sede vescovile è la città di Raleigh, dove si trova la cattedrale del Santo Nome di Gesù, consacrata il 26 luglio 2017. A Wilmington sorge la basilica minore e santuario di Santa Maria.
Il territorio è suddiviso in 81 parrocchie, raggruppate in 8 decanati: Piedmont, Raleigh, Tar River, Albemarle, New Bern, Newton Grove, Cape Fear e Fayetteville.

## Storia
Il vicariato apostolico della Carolina del Nord fu eretto il 3 marzo 1868 con il breve Summi apostolatus di papa Pio IX, ricavandone il territorio dalla diocesi di Charleston.
L'8 giugno 1910 cedette una porzione del suo territorio pari a otto contee a vantaggio dell'erezione dell'abbazia territoriale di Santa Maria Ausiliatrice di Belmont.
Il 12 dicembre 1924 in forza della bolla Omnium Ecclesiarum di papa Pio XI il vicariato apostolico è stato elevato a diocesi e ha assunto il nome attuale.
Il 17 aprile 1944 e nel luglio del 1960 si è ampliata, incorporando prima sette contee e poi anche l'ottava del territorio dell'abbazia di Belmont.
Il 9 novembre 1949, con la lettera apostolica Fidei pristinae, papa Pio XII ha proclamato la Beata Maria Vergine Immacolata patrona principale della diocesi.
Il 10 febbraio 1962 la diocesi, originariamente suffraganea di Baltimora, è entrata a far parte della provincia ecclesiastica di Atlanta.
Il 12 novembre 1971 ha ceduto una porzione del suo territorio a vantaggio dell'erezione della diocesi di Charlotte.
Nel 1977 la circoscrizione ecclesiastica dell'abbazia di Belmont è stata soppressa e il suo territorio è stato incorporato nella diocesi di Charlotte.
Il 26 luglio 2017 in forza del decreto Reverendissimus della Congregazione per i vescovi la cattedrale è stata traslata dalla chiesa del Sacro Cuore a quella del Santissimo Nome di Gesù.

## Cronotassi dei vescovi
Si omettono i periodi di sede vacante non superiori ai 2 anni o non storicamente accertati.
- James Gibbons † (3 marzo 1868 - 20 maggio 1877 nominato arcivescovo coadiutore di Baltimora)
  - Mark Stanislaus Gross † (24 febbraio 1880 - 1881 dimesso) (vescovo eletto)
- Henry Pinckney Northrop † (16 settembre 1881 - 4 febbraio 1888 dimesso[5])
- Leo Michael Haid, O.S.B. † (4 febbraio 1888 - 24 luglio 1924 deceduto)
- William Joseph Hafey † (6 aprile 1925 - 2 ottobre 1937 nominato vescovo coadiutore di Scranton[6])
- Eugene Joseph McGuinness † (13 ottobre 1937 - 11 novembre 1944 nominato vescovo coadiutore di Oklahoma City-Tulsa[7])
- Vincent Stanislaus Waters † (15 marzo 1945 - 3 dicembre 1974 deceduto)
- Francis Joseph Gossman † (8 aprile 1975 - 8 giugno 2006 ritirato)
- Michael Francis Burbidge (8 giugno 2006 - 4 ottobre 2016 nominato vescovo di Arlington)
- Luis Rafael Zarama Pasqualetto, dal 5 luglio 2017

## Statistiche
La diocesi nel 2023 su una popolazione di 5.095.747 persone contava 256.316 battezzati, corrispondenti al 5,0% del totale.
| anno | popolazione | popolazione | popolazione | presbiteri | presbiteri | presbiteri | presbiteri                | diaconi | religiosi | religiosi | parrocchie |
| anno | battezzati  | totale      | %           | numero     | secolari   | regolari   | battezzati per presbitero | diaconi | uomini    | donne     | parrocchie |
| ---- | ----------- | ----------- | ----------- | ---------- | ---------- | ---------- | ------------------------- | ------- | --------- | --------- | ---------- |
| 1950 | 22.067      | 4.051.740   | 0,5         | 167        | 90         | 77         | 132                       |         | 77        | 323       | 89         |
| 1966 | 56.010      | 4.880.000   | 1,1         | 167        | 127        | 40         | 335                       |         | 46        | 468       | 108        |
| 1970 | 63.639      | 5.640.000   | 1,1         | 102        | 102        |            | 623                       |         |           | 165       | 106        |
| 1976 | 43.059      | 2.480.393   | 1,7         | 80         | 55         | 25         | 538                       |         | 29        | 111       | 59         |
| 1980 | 46.291      | 2.970.022   | 1,6         | 80         | 58         | 22         | 578                       | 2       | 29        | 125       | 58         |
| 1990 | 73.893      | 3.105.500   | 2,4         | 104        | 61         | 43         | 710                       | 8       | 51        | 94        | 65         |
| 1999 | 141.515     | 3.646.035   | 3,9         | 140        | 82         | 58         | 1.010                     | 22      | 6         | 90        | 70         |
| 2000 | 152.493     | 3.654.477   | 4,2         | 129        | 75         | 54         | 1.182                     | 23      | 60        | 86        | 73         |
| 2001 | 167.537     | 3.697.588   | 4,5         | 144        | 93         | 51         | 1.163                     | 21      | 58        | 76        | 75         |
| 2002 | 172.163     | 3.811.423   | 4,5         | 152        | 98         | 54         | 1.132                     | 24      | 63        | 77        | 77         |
| 2003 | 179.493     | 3.934.204   | 4,6         | 153        | 98         | 55         | 1.173                     | 29      | 63        | 72        | 78         |
| 2004 | 180.909     | 4.024.253   | 4,5         | 150        | 99         | 51         | 1.206                     | 29      | 57        | 63        | 78         |
| 2010 | 217.125     | 4.432.901   | 4,9         | 162        | 113        | 49         | 1.340                     | 40      | 52        | 53        | 78         |
| 2014 | 244.700     | 4.789.792   | 5,1         | 163        | 120        | 43         | 1.501                     | 58      | 49        | 40        | 78         |
| 2017 | 222.443     | 4.924.663   | 4,5         | 161        | 114        | 47         | 1.381                     | 73      | 50        | 33        | 79         |
| 2020 | 232.588     | 5.091.110   | 4,6         | 163        | 112        | 51         | 1.426                     | 73      | 55        | 33        | 80         |
| 2022 | 235.859     | 5.200.345   | 4,5         | 159        | 107        | 52         | 1.483                     | 94      | 55        | 19        | 81         |
| 2023 | 256.316     | 5.095.747   | 5,0         | 161        | 104        | 57         | 1.592                     | 95      | 60        | 19        | 81         |